# Vincenzo Federici
Vincenzo Federici (Monterotondo, 12 agosto 1871 – Roma, 20 novembre 1953) è stato un paleografo, diplomatista e filologo italiano.

## Biografia
Nato a Monterotondo, comune dell'attuale città metropolitana di Roma nel 1871, laureatosi in lettere nel 1895 con una tesi sul poeta duecentesco fiorentino Rustico di Filippo con il filologo Ernesto Monaci, Federici fu docente per molti anni di paleografia e diplomatica alla Sapienza di Roma, ove ebbe come allievo l'archivista e filologo Giorgio Cencetti, prima come incaricato (1901), poi come professore straordinario ed infine, dal 1910 al 1942, in qualità di ordinario.

Veduta di Monterotondo nel 1939

Federici si dedicò soprattutto allo studio della scrittura a Roma nel periodo dell'Alto Medioevo e alla minuscola carolina, stile di scrittura nato nei secoli VIII e IX durante il regno di Carlo Magno.
Tra le sue opere maggiori, la pubblicazione dell'edizione critica del Chronicon Vulturnense del monaco Giovanni (1925-1940), riprodotta in anni recenti, 1995, nella collezione "Fonti per la storia d'Italia" dall'Istituto storico italiano.
Oltre alla sua attività di studioso e docente, Federici ebbe incarichi politico-amministrativi: dal 1920 al 1924 fu consigliere provinciale e comunale di Monterotondo e,  dal 1921 al 1944, presidente del Consiglio di amministrazione del locale ospedale.
Morì a Roma, a ottantadue anni, nel 1953. Il comune natale lo ha ricordato dedicando al suo nome una via cittadina, una scuola ed un busto.

## Opere

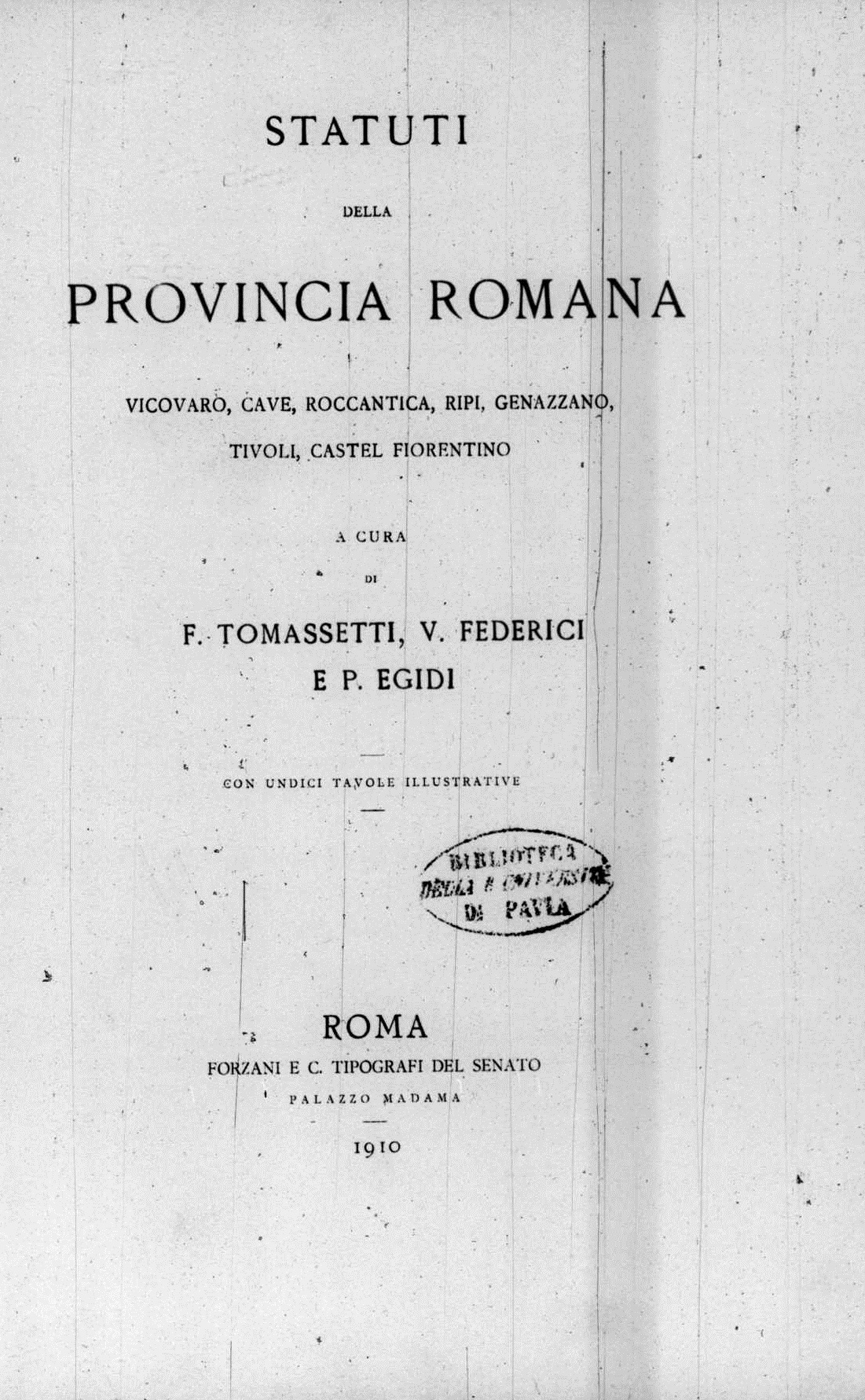
Statuti della provincia romana, 1910

- Regesto del monastero di S. Silvestro De Capite, Roma, R. Società romana di storia patria, 1899.
- Regesto di S. Apollinare nuovo, Roma, Ermanno Loescher, 1907.
- Vincenzo Federici, F. Tommassetti e Pietro Egidi, Statuti della provincia romana, Roma, Forzani e C., 1910.
- Regesto della Chiesa di Ravenna. Le carte dell'archivio estense pubblicate dall'Istituto storico italiano, Roma, E. Loescher e P. Maglione, 1911-1931.
- Chronicon Vulturnense del monaco Giovanni, Roma, Tipografia del Senato, 1925-1940.
- Statuti della Provincia romana. S. Andrea in Selci, Subiaco, Viterbo, Roviano, Anagni, Saccomuro, Aspra Sabina, Roma, Tipografia del Senato, 1930.
- Gli statuti di Pontecorvo, Montecassino, s.n., 1932.
- La scrittura delle cancellerie italiane. Dal secolo XII al XVII. Fac-simili per le scuole di paleografia degli archivi di stato, Torino, Bottega d'Erasmo, 1934.